# Herpetarium Adventures
Herpetarium Adventures, voorheen Serpentario de Monteverde en later Monteverde Herpetarium genoemd, is een herpetarium in Santa Elena nabij Monteverde in Costa Rica.

## Beschrijving
Herpetarium Adventures startte als een serpentarium. Later kwamen ook andere soorten reptielen evenals enkele soorten amfibieën in de collectie. Inmiddels worden ruim veertig inheemse soorten gehouden, zoals groefkopadders, boa's, toornslangachtigen, basilisken, schildpadden, boom- en gifkikkers.